# 秋梨沟镇
秋梨沟镇，是中华人民共和国吉林省延边朝鲜族自治州敦化市下辖的一个乡镇级行政单位。

## 行政区划
秋梨沟镇下辖以下地区：
兴华社区、永强村、玉泉村、明川村、秋梨沟村、唐家店村、富河村、横道河子村、南河村和双发村。